# 分島花音
分島花音（わけしま かのん，1988年6月28日－），日本女藝人，Mana（原Malice Mizer、現Moi dix Mois的吉他手）發掘的女歌手。跟Mana的黑哥德蘿莉不同，花音走的是相反路線的甜美蘿莉，一邊拉著大提琴，一邊唱歌。

## 簡介
花音自幼便受喜爱音樂的父母熏陶，3歲起開始學習大提琴。中學時，她组建自己的合奏團，最初是演奏古典音乐。15歲那年，她的合奏團轉向演奏巴洛克音乐。在進入高中後，花音開始創作並演唱自己的歌曲。
於就讀高中期間，花音參加了日本索尼音樂舉辦的一次選秀活動，成為勝出選手，簽約至索尼旗下DefSTAR Records。簽約后，花音在公司的安排下與Mana見面。Mana被一邊拉提琴一邊唱歌的花音所吸引，決定擔任其唱片的制作人。這也是Mana首次擔任女性藝人的制作人。

## 重要時刻
- 2008年5月28日，花音的首張單曲《still doll》發行。這首歌被用作TV動畫《吸血鬼骑士》的ED。與此同時，花音成為了日本第一位以歌手、大提琴手雙重身份發行Major唱片的藝人。隨後在9月的INDIVIDUAL FASHION EXPO上，花音與Plastic Tree、jealkb一同參演。2008年11月12日，第二張單曲《砂のお城》發行。這首歌則被用作《吸血鬼骑士》第二季的ED。

由于Mana的缘故，花音剛出道便受到了海外尤其是歐洲的關注。2009年2月，首張專輯《侵食ドルチェ》于11日先行在歐洲發行，花音與Mana一道赴法國巴黎為新專輯宣傳。12日，花音还在巴黎作了小型的live演出。18日，《侵食ドルチェ》在日本正式發行。7月初，花音又回到了法国巴黎，在Japan EXPO上進行了演出。半個月後，花音登陸美國，在巴尔的摩的OTAKON會展上作了表演。
花音的甜美蘿莉塔時尚自然少不了時尚雜誌KERA的關注。2009年7月～12月，KERA上刊登了關於花音的《音女の散歩道》連載文章。花音與KERA的模特翠一同完成了歌曲《音女のマーチ》，這首歌於2010年1月以配信形式發售。
- 2009年9月，歌曲《透明の鍵》作為遊戲《アヴァロンの鍵》網絡版的主題曲以配信形式發售。10月29日，花音受VAMPS之邀，作為嘉賓參加了HELLWEEN LIVE 2009的演出。進入2010年，花音與KERA的合作繼續。2月20日，KERA主辦的“舞踏会～BUTOU-KAI～ COOL JAPAN STYLE”在東京舉行，參加演出的除了花音，還有カノン（アンティック-珈琲店-）、kalafina和Asriel。這兩次演出的服裝均由哥德蘿莉時尚品牌BABY,THE STARS SHINE BRIGHT旗下的ALICE and the PIRATES特制，花音也籍此展开了與ALICE and the PIRATES的合作。

- 2010年7月，第二張專輯《少女仕掛けのリブレット》上市，首發地依然選擇在法國。1號那天，花音來到巴黎，在Japan EXPO上舉行了專輯首發儀式。《少女仕掛けのリブレット》直到28日才在日本國內發行，在當天的發售儀式上，16歲的法國女歌手Solita（Jazz/Bossa Nova女歌手橘兒的女兒）一同表演了同名曲《少女仕掛けのリブレット～Storytelling by solita～》。

與此同時，花音在7月還參與了兩次演出，分別是與ayabie|K.Y,from 彩冷える、irokui|イロクイ在名古屋的“風林火山”、與妖精帝國、ayabie|K.Y,from 彩冷える在東京的“青薔薇幻想交響曲 ～夏夜の夢～”。10月，花音去到東京、名古屋、大阪三地展開名為“少女仕掛けの音楽会”的首次巡演。
此外，花音之後還與カノン（アンティック-珈琲店-）組成了一支名為kanon×kanon的2.5次元组合。首張單曲《カレンデュラレクイエム》於11月17日發行，用於TV動畫《屍鬼》的ＯＰ２。第二張單曲《恋の道程》於11月17日發行，用於TV動畫《30歲的保健體育》的ＯＰ。
- 2011年7月31日至8月1日，花音首次來到香港，在apm舉辦的“apm潮夏海底の旅 X 分島花音”和香港動漫電玩節中進行了兩次演出。

## 作品列表

### 單曲
|     | 發售日期       | 曲名                                     | 規格編號                                      | 備考                                                                | 最高位 |
| --- | -------------- | ---------------------------------------- | --------------------------------------------- | ------------------------------------------------------------------- | ------ |
| 1st | 2008年5月28日  | still doll                               | DFCL-1467（通常盤）                           | 電視動畫『吸血鬼騎士』第一季片尾曲                                  | 33位   |
| 2nd | 2008年11月12日 | 砂のお城                                 | DFCL-1513（初回限定盤） DFCL-1514（通常盤）   | 電視動畫『吸血鬼騎士』第二季片尾曲                                  | 39位   |
| 3rd | 2012年12月7日  | ファールプレーにくらり／サクラメイキュウ | 1000344852（初回限定盤） 1000344853（通常盤） | 電視動畫『出包王女 Darkness』片尾曲/PSP遊戲「Fate/EXTRA CCC」主題曲 | 35位   |
| 4th | 2014年2月19日  | signal                                   | 1000464911（初回限定盤） 1000464912（通常盤） | 電視動畫『噬血狂襲』第二片尾曲                                      | 54位   |
| 5th | 2014年4月30日  | killy killy JOKER                        | 1000488349（初回限定盤） 1000488520（通常盤） | 電視動畫『selector infected WIXOSS』片頭曲                          | 34位   |
| 6th | 2014年10月15日 | world's end, girl's rondo                | 1000522286（初回限定盤） 100052228（通常盤）  | 電視動畫『selector spread WIXOSS』片頭曲                            | 17位   |
| 7th | 2015年4月29日  | RIGHT LIGHT RISE                         | 1000563676（初回限定盤） 1000563677（通常盤） | 電視動畫『在地下城尋求邂逅是否搞錯了什麼』片尾曲                    | 50位   |
| 8th | 2015年11月25日 | 君はソレイユ                             | 1000584281（初回限定盤） 1000584282（通常盤） | 電視動畫『噬血狂襲女武神的王國 前、後篇』片尾曲                     | 64位   |
| 9th | 2016年4月10日  | Love your enemies                        | 1000590457（初回限定盤） 1000590458（通常盤） | 劇場版『selector destructed WIXOSS』片尾曲                          | 13位   |

### 專輯
|     | 發售日期       | 曲名                   | 規格編號                                                           | 最高位 |
| --- | -------------- | ---------------------- | ------------------------------------------------------------------ | ------ |
| 1st | 2009年2月18日  | 侵食ドルチェ           | DFCL-1524/5（初回限定盤） DFCL-1526（通常盤）                      | 47位   |
| 2nd | 2010年7月28日  | 少女仕掛けのリブレット | DFCL-1658/9（初回限定盤） DFCL-1660（通常盤）                      | 83位   |
| 3rd | 2015年2月25日  | ツキナミ               | 1000547190（初回限定盤） 1000547192（通常盤）                      | 30位   |
| 4th | 2016年11月30日 | luminescence Q.E.D.    | 1000629294（初回限定盤） 1000629178（通常盤） 1000629176（歌手盤） | 30位   |

### 音樂配信
1. 透明の鍵（2009年9月16日]）
2. 音女のマーチ（2010年1月16日）

### 作詞
三澤紗千香
- ユナイト　電視動畫『加速世界』第二片尾曲（2012年8月1日）
- トワイライト

河野萬里奈
- Imperfect blue（2014年4月1日）

石田燿子
- COLORFUL BOX　電視動畫『SHIROBAKO』片頭曲（2014年11月26日）

水瀨祈
- Milky Star
- 君とボクの１日　電視動畫『在地下城尋求邂逅是否搞錯了什麼』OVA片尾曲（2016年12月7日）

（Aniplex×Sony Musicが贈る「青春」×「バンド」リズムゲーム『バンドやろうぜ！』に登場するバンドの1つでVocal.鳳 葵陽（CV：蒼井翔太）Guitar. 七瀬一真（CV：石川界人）Bass.徳田吉宗（CV：山本匠馬）Drum.藤堂美郷（CV：小林裕介）で構成）
- Storm flight！
- 雨天決行ガムシャララ

## 官方網站
- Official Website （页面存档备份，存于） （日語）
- ヴィジュアルロリータ系介紹 （页面存档备份，存于） （日語）
- 分島花音FB （页面存档备份，存于） （日語）
- 分島花音公式Twitter （页面存档备份，存于） （日語）